# Bartolomeo Pincellotti
Bartolomeo Pincellotti (Carrara, 1707 – Roma, 13 maggio 1740) è stato uno scultore italiano.

## Biografia
Figlio di Francesco, scalpellino di Carrara, e di Lucrezia Guidi, Bartolomeo Pincellotti nel 1717 risulta iscritto nelle congregazioni dell’Università dei Marmorari, di Roma. Nel 1728 ha sposato Lucia Battaglia, dalla quale ha avuto quattro figli. Nel 1735 fu ammesso alla Congregazione dei Virtuosi al Pantheon. Dal 1735 era anche commerciante in calce e in legna da ardere.

### Gli esordi

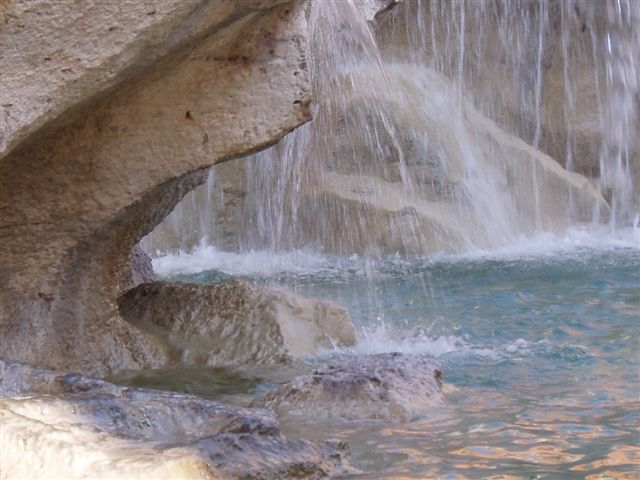
Fontana di Trevi

Su commissione di Domenico Maria Lombardi, eseguì le sculture San Giacomo e  San Filippo, che furono messe nel 1730 nella chiesa dei SS. Giacomo e Filippo, a Taggia. Tra il 1730 e il 1731 realizzò i due Putti , con l'emblema del cuore fiammeggiante e della mitra, che sono sulla porta sinistra di accesso al coro, nella Basilica di Sant'Agostino in Campo Marzio, a Roma.
Per lo scomparso oratorio dei SS. Angeli Custodi, a Roma, Bartolomeo Picellotti aveva eseguito un rilievo in stucco, raffigurante un Angelo nell’atto di soccorrere un bambino minacciato dal Male in forma di serpente. Per la basilica del palazzo reale di Mafra, voluta dal re Giovanni V del Portogallo, scolpì la statua San Gregorio Magno.

### San Giovanni in Laterano

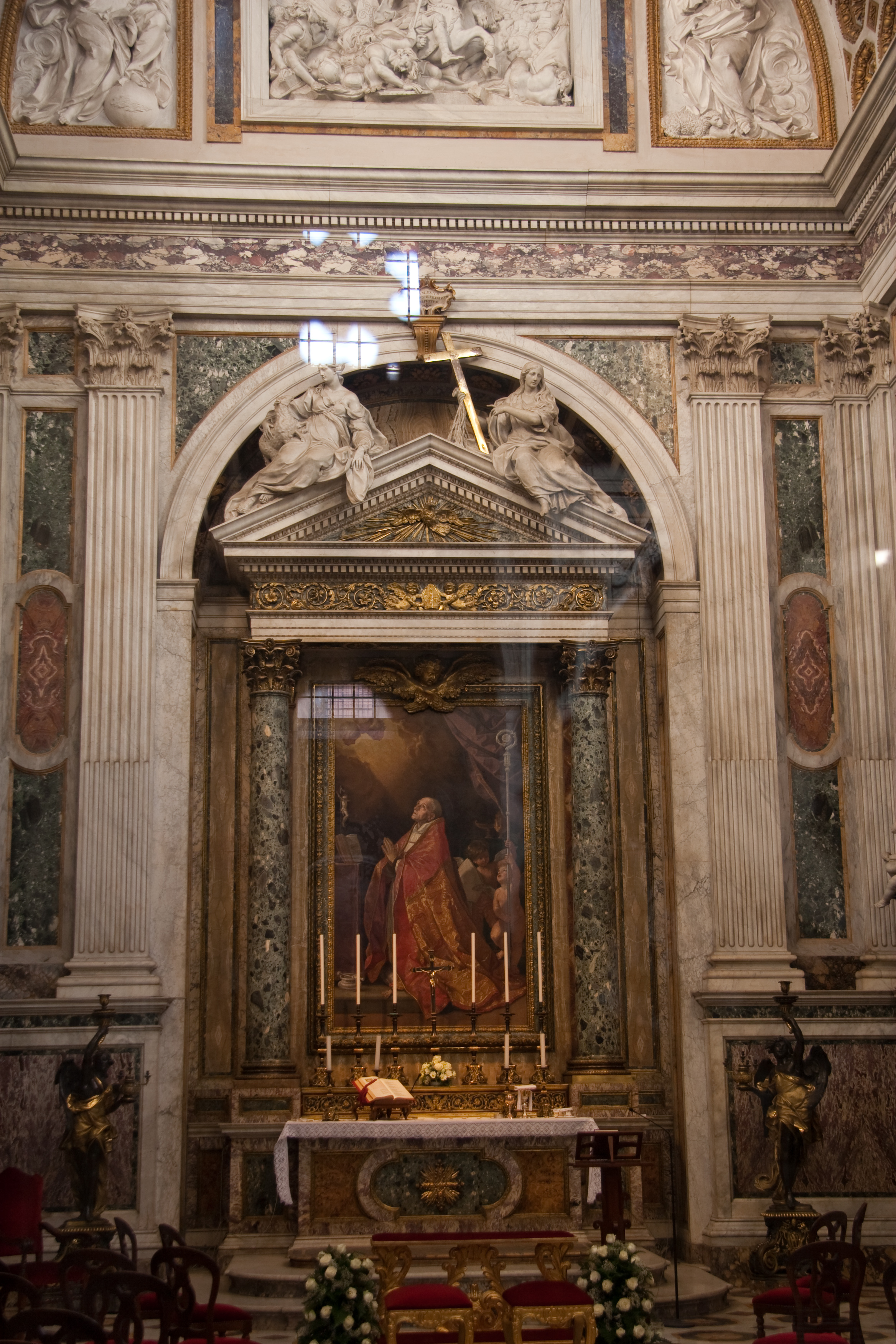
Basilica di San Giovanni in Laterano, Cappella Corsini

Sotto il pontificato di Clemente XII, nel 1733 Pincellotti, per la cappella Corsini in San Giovanni in Laterano, progettata da Alessandro Galilei, realizzò le statue giacenti Umiltà e Obbedienza, sul timpano dell’altare maggiore. Tra il 1734 e il 1736 scolpì San Giovanni Battista, per la balaustrata della facciata orientale. 

### La Fontana di Trevi
Nel 1735 fu pagato per la statua Amenità dei prati e dei giardini, messa a destra dell’attico della Fontana di Trevi e, alla morte di Paolo Benaglia, portò a termine le due Allegorie della Fama, che sorreggono lo stemma clementino, in cima alla mostra.

### Altre opere
Nel 1733 il cardinale Niccolò Maria Lercari, per la tomba di Benedetto XIII, nella basilica di Santa Maria sopra Minerva, commissionò a Pincellotti la statua Allegoria dell’Umiltà. A questo monumento funebre collaborarono Carlo Marchionni (per il progetto architettonico, i putti e il bassorilievo) e Pietro Bracci (statua di Benedetto XIII e Allegoria della Religione). Fu realizzato grazie al finanziamento dei cardinali Alessandro Albani, Francesco Antonio Fini e Angelo Maria Querini.
Nel 1737 Pincellotti scolpì il busto del cardinale Angelo Maria Querini, per il suo monumento nel duomo di Brescia; un secondo busto del cardinale si conserva a Brescia, nell'oratorio della Congrega Apostolica di Carità.
Per la chiesa dell’episcopio di Porto, Bartolomeo Pincellotti, con il padre Francesco, eseguì gli stemmi e i medaglioni con le effigi dei pontefici Alessandro VIII e Benedetto XIII. Alla stessa chiesa era destinato il Sant'Ippolito, copia di scultura romana, scolpita nel 1737 da Bartolomeo e che fu collocata nella basilica di San Lorenzo in Damaso.
Bartolomeo Pincellotti ha scolpito anche un Busto muliebre firmato, forse il ritratto di Giulia Augusta Albani Chigi; i Trofei militari, su modello di Filippo della Valle, già nelle Scuderie del Quirinale e poi perduti; la statua di Alessandro VIII, commissionata dal cardinale Annibale Albani, per Urbino.